# Otávio de Carvalho Lengruber
Otávio de Carvalho Lengruber (Rio de Janeiro, 21 de janeiro de 1892 -  Vitória, 19 de novembro de 1952) foi um político e jurista brasileiro.
Formado pela Faculdade de Ciências Jurídicas e Sociais do Rio de Janeiro, em 1916, começou a trabalhar como promotor de Justiça em 1917, atuando na comarca de Guandu, a atual Afonso Cláudio. Em 1918 tornou-se prefeito de Santa Leopoldina. Voltou à carreira jurídica, assumindo sucessivamente os cargos de promotor público e delegado geral em Vitória. Em 1922 assumiu o cargo de juiz de direito em Afonso Cláudio. Foi promovido a desembargador em 1931. Com a queda de Getúlio Vargas e o fim do Estado Novo, em 1945, foi nomeado interventor federal no Espírito Santo, assim como diversos outros membros do Poder Judiciário escolhidos pelo governo provisório para ocupar os governos estaduais. Exerceu o cargo até 20 de fevereiro de 1946, quando foi substituído por Aristides Alexandre Campos.